# Bukit Kijang
Bukit Kijang is een bestuurslaag in het regentschap Bangka Tengah van de provincie Bangka-Belitung, Indonesië. Bukit Kijang telt 959 inwoners (volkstelling 2010).